# Pezizella crispa
Pezizella crispa är en lavart som först beskrevs av Cooke & W. Phillips, och fick sitt nu gällande namn av Pier Andrea Saccardo 1889. Pezizella crispa ingår i släktet Pezizella och familjen Hyaloscyphaceae.   Inga underarter finns listade i Catalogue of Life.